# Кодеркаси
Кодерка́си (рос. Кодеркасы, чув. Котеркасси) — присілок у складі Чебоксарського району Чувашії, Росія. Входить до складу Атлашевського сільського поселення.
Населення — 277 осіб (2010; 294 у 2002).
Національний склад:
- чуваші — 95 %